# Katherine Saubel
Katherine Siva Saubel (Reserva índia Los Coyotes, Califòrnia, 7 de març de 1920 - Reserva Morongo, 1 de novembre de 2011) fou una erudita, educadora, líder tribal, escriptura i activista ameríndia cahuilla. Els seus esforços es van centrar en la preservació de la llengua dels cahuilla. Saubel és reconeguda nacionalment i internacional com un dels més respectats líders nadius americans de Califòrnia. Va rebre un doctorat honorari en la filosofia de La Sierra University, Riverside (Califòrnia), i va ser guardonada amb la Medalla del rector, el més alt honor atorgat per la Universitat de Califòrnia a la Universitat de Califòrnia a Riverside.
Fou cap de la reserva Morongo Cahuilla i última parlant fluent de la seva llengua a la reserva. Això la va moure el 1964 a crear el Museu Malki a la reserva Morongo. Llicenciada en etnobotànica i historiadora tribal, ha escrit Temalpakh (from the earth): Cahuilla indian knowledge and usage of plants (1972), un recull de tradicions medicinals de la seva ètnia.

## Primers anys i formació
Era la vuitena d'onze germans i va créixer parlant únicament cahuilla fins que fou escolaritzada als set anys. La seva mare, Melana Sawaxell, només parlava cahuilla. El seu pare, Juan C. Siva, dominava quatre idiomes: cahuilla, Espanyol, llatí, i anglès. Mentre era a l'escola secundària Katherine es va alarmar en adonar-se, que quan parlava cahuilla als seus amics, ells li responien en anglès. Li preocupava que la seva gent estava perdent llur idioma. Va començar a escriure els noms i usos de les plantes i herbes que va aprendre de la seva mare quan es reunia amb ella.
El seu llibre de notes es va dir Temalpakh: (From the Earth) Cahuilla Indian knowledge and usage of plants; el va escriure en col·laboració amb l'antropòleg Lowell John Bean durant deu anys i que fou publicat per Malki Press del Malki Museum en 1972. Temalpakh demostra la profunditat de l'experiència de Saubel en la cultura cahuilla, i el segon focus important de la seva escolaritat: etnobotànica nadiua, l'estudi del coneixement de les plantes i dels costums agrícoles d'un poble o grup ètnic específic. Saubel fou una experta en els usos de plantes únicament pel seu poble com mesquite, cargol de fesol, roure, blat, datura, i altres.

## Treballs posteriors
En 1962 Saubel treballà amb el professor de lingüística americana William Bright en els seus estudis sobre la llengua Cahuilla i hi col·laborà en nombroses publicacions. També va donar classes amb Bright i amb la professora Pamela Munro de l'UCLA, i fou coautora amb Munro de Chem’i’vullu: Let’s Speak Cahuilla, publicat per l'UCLA en 1981.
A partir de 1964 Saubel treballà en la recerca de la llengua cahuilla amb el lingüista Hansjakob Seiler de la Universitat de Colònia, Alemanya, per seguir treballant a oferir una traducció oficial per escrit de la llengua cahuilla que havia existit anteriorment només en forma parlada. El seu treball conjunt va donar lloc a la publicació tant d'una gramàtica de referència Cahuilla i un diccionari. Saubel també va publicar el seu propi diccionari, I'sniyatam Designs, a Cahuilla Word Book. El seu treball inclou diverses transcripcions autèntiques i traduccions de l'anglès del folklore cahuilla.
Jane Penn, líder cultural de la reserva Malki Cahuilla a Banning (Califòrnia) (reanomenada com a Reserva Morongo), havia concebut l'any 1958 d'obrir un museu a la reserva on poder mostrar la seva àmplia col·lecció d'artefactes cahuilla i crear un centre de conservació de la cultura de la reserva. Amb l'ajuda de Lowell John Bean, aleshores estudiant graduat d'antropologia, i el suport d'Elmer (marit de Penn) i Mariano (marit de Katherine Siva Saubel), el grup va obtenir estatut d'ONG per al Museu Malki de la reserva Morongo a Banning. La presidenta fou Saubel i Penn, emparentada amb ella per matrimoni, en fou nomenada directora i tresorera. Així el febrer de 1965 va obrir al públic en primer museu sense ànim de lucre a una reserva índia i continua mostrant artefactes des de la prehistòria als últims anys. Malki Press, braç editorial del museu, ha adquirit recentment Ballena Press als autors Lowell John Bean i Sylvia Brakke Vane, el que permet que el museu segueixi publicant treballs acadèmics sobre els nadius americans del sud de Califòrnia.

## Reconeixement
La investigació de Saubel ha aparegut internacionalment en publicacions governamentals, acadèmiques i del museu. El seu coneixement de l'etnobotànica cahuilla i afers tribals ha portat que comissions legislatives federals i estatals hagin cercat el seu testimoni. Els governadors anteriors i actuals de Califòrnia l'han honrat, i ha estat nomenada membre de nombroses comissions i agències.
Durant molts anys va exercir en la Comissió Històrica del Comtat de Riverside, que la va seleccionar Historiador del Comtat de l'Any 1986. El 1987 va ser reconeguda com a "Elder of the Year" pel Museu Indi de l'Estat de Califòrnia. El governador Jerry Brown va designar-la a la Comissió de Patrimoni Indígena de Califòrnia el 1982. En aquest càrrec ha treballat per preservar els llocs sagrats i protegir les restes indígenes.
Saubel ha testificat com a expert en cultura i història indígena i en la legislatura de Califòrnia, al Congrés dels Estats Units, i a diverses juntes, comissions i agències.
Els seus escrits han estat publicats per les agències governamentals, institucions acadèmiques i museus, i ha ensenyat història, literatura i cultura cahuilla a la Universitat de Califòrnia a Riverside, UCLA, Universitat de l'Estat de Califòrnia, Hayward, la Universitat de Colònia, i la Universitat Hachinohe al Japó. El 2004 el seu llibre Isill Heqwas Waxizh: A Dried Coyote's Tail, coescrit amb el lingüista cahuilla, cupeño, luiseño i serrano Eric Elliot, va ser publicat per Malki Museum Press.
Els seus premis inclouen:
- Primer destinatari del Premi Art i Cultura del Smithsonian Institution Museu Nacional de l'Indi Americà (1994)
- California State Indian Museum – Elder of the Year (1987)[4]:152
- Premi Desert Protective Council
- Premi YWCA Woman of Achievement (Riverside County, California)
- Premi Pont de la Pau
- Latino and Native American Hall of Fame (Riverside, California)
- Primer receptor del premi de la California Indian Heritage Preservation de la Societat Arqueològica de Califòrnia (2000)
- Amerindi de l'Any – Conferència Índia de Califòrnia (2000)
- Primera dona nadiua americana inclosa al National Women's Hall of Fame a Seneca Falls, Nova York (1993)[5]

## Publicacions
- Saubel, Katherine Siva and Paul Apodaca. “Founding a Tribal Museum: The Malki Museum” in American Indian Places: A Guide to American Indian Landmarks, edited by Francis Kennedy. New York: Houghton Mifflin, 2008.
- Saubel, Katherine Siva and Lowell John Bean. Temalpakh (From the Earth): Cahuilla Indian Knowledge and Usage of Plants. Banning, California: Malki Museum Press, 1972.
- Saubel, Katherine Siva. I'isniyatam = Designs: a Cahuilla word book.  Banning, CA: Malki Museum Press, Morongo Indian Reservation, 1977, p. 32. OCLC 6392692.
- Saubel, Katherine Siva. Isill héqwas wáxish = A dried coyote's tail.  Banning, CA: Malki Museum Press, 2004, p. 1385. ISBN 9780939046409. OCLC 58432017.